# Intelligence Bureau
Intelligence Bureau ou IB (en ourdou : سراغرسانی کا دفتر) est un service de renseignements pakistanais. Il est le plus vieux et le seul service de renseignement civil parmi les trois branches existantes dans le pays. Il est placé directement sous le contrôle du Premier ministre et fait partie du ministère de l’intérieur. 
L'Intelligence Bureau agit uniquement sur le sol pakistanais. Il effectue des tâches de lutte contre la criminalité ou le terrorisme, mais surveille également des activités politiques. Son rôle est marginal en comparaison avec les principaux services de renseignements militaires, l'Inter-Services Intelligence. Les gouvernements civils ont ainsi souvent tenté de l'utiliser pour contrecarrer la prédominance de l'armée en matière de renseignement. 

## Histoire
L'Intelligence Bureau a été créé le 17 août 1947, soit à peine trois jours après la fondation du Pakistan. Il est issu d'un service de renseignement qui portait le même nom sous le Raj britannique. Il est alors placé sous le contrôle du gouvernement du Pakistan et du Premier ministre et est le premier et plus vieux des services de renseignement qu'a connu le pays. Il avait initialement été conçu pour rester le seul et effectuer toutes sortes de renseignement. Cependant, au cours de la première guerre indo-pakistanaise, ses performances auprès de l'armée pakistanaise sont considérées comme insuffisantes. Ainsi l'année 1948 voit la création de l'Inter-Services Intelligence (ISI), service de renseignements militaires directement dépendant de l'armée pakistanaise et de son chef. Elle deviendra de loin au fil des années la plus puissante des trois branches de renseignement que compte le pays. Durant les décennies qui suivent, l'Intelligence Bureau se concentre uniquement sur des tâches intérieures, principalement de lutte contre le crime et le terrorisme, mais réalise également du renseignement de nature politique. En 1958, alors que le général Muhammad Ayub Khan prend le pouvoir, l'organisation passe sous la tutelle du président et plus largement de l'armée.
Durant les années 1990, alors que le pays sort tout juste du régime militaire du chef de l'armée puis président Muhammad Zia-ul-Haq, les différents pouvoirs civils de Benazir Bhutto et Nawaz Sharif tentent de s'appuyer davantage sur l'Intelligence Bureau plutôt que sur les renseignements militaires de l'ISI. Nawaz Sharif développe l'organisation en lui conférant notamment davantage de moyens et tente de limiter l'influence des militaires en empêchant les recrutements d'anciens officiers de l'armée et en renforçant le contrôle hiérarchique du gouvernement civil. Sous le régime du président Pervez Musharraf durant les années 2000, l'Intelligence Bureau revient sous influence militaire alors que l'ancien chef de l'armée nomme des officiers militaires pour le contrôler. Avec le retour du pouvoir civil depuis 2008, le processus inverse a repris. Depuis 2013, le Premier ministre Nawaz Sharif a repris en main l'organisation, tout comme durant les années 1990, en nommant notamment l'un de ses proches à sa tête.

## Organisation et rôle
L'Intelligence Bureau est directement sous le contrôle du gouvernement du Pakistan et de son Premier ministre, qui nomme son directeur-général avec l’approbation du président de la république. C'est un corps du ministère de l'intérieur. Les rapports et travaux de l'organisation sont transmis directement au bureau du Premier ministre. Le directeur-général est généralement un haut fonctionnaire civil, souvent issu des services de police. Toutefois, le directeur-général peut être un ancien officier de l'armée pakistanaise.
L'Intelligence Bureau cantonne ses actions à l'intérieur du territoire pakistanais, à l'inverse des renseignements militaires de l'ISI. Il a pour rôle officiel de lutter contre le crime, le terrorisme et toutes actions hostiles envers le pays menées sur le territoire, comme la surveillance des agents secrets étrangers. Le service a aussi cependant comme rôle de surveiller les activités politiques provenant notamment d'opposants. Il a ainsi souvent été accusé d'enregistrer illégalement des conversations téléphones et d'intercepter les communications internet. 

## Opérations et polémiques
L'Intelligence Bureau a été impliqué dans plusieurs opérations de renseignements polémiques ou d'opérations spéciales de maintien de la paix. Il a également été impliqué dans des actions de contre-terrorismes dans le cadre de l'insurrection islamiste et de lutte contre le crime organisé dans le contexte des violences à Karachi.
Au début des années 1970, l'organisation aurait réussi à éviter un coup d’État militaire en informant le président Zulfikar Ali Bhutto de discussions en ce sens entre des généraux et le chef de l'armée Gul Hassan Khan. Durant les années 1990, l'Intelligence Bureau a été accusé comme plusieurs fois dans son histoire de traquer des opposants et militants politiques, en enregistrant illégalement des conversations téléphoniques et interceptant systématiquement des courriers électroniques. En 1996, le président de la république Farooq Leghari démet de ses fonctions le Premier ministre Benazir Bhutto notamment en l'accusant d'avoir utilisé l'organisation dans un but politique. 
En 2006, un agent de l'Intelligence Bureau est arrêté par la police locale de la province de Khyber Pakhtunkhwa alors qu'il aurait placé une bombe dans une poubelle. Selon les autorités locales, il s'agit d'une tentative du gouvernement fédéral pour jeter le discrédit sur eux. 
En 2014, l’opposant Imran Khan accuse le Premier ministre Nawaz Sharif d’utiliser l'Intelligence Bureau pour lui nuire politiquement. L'année précédente, le chef du gouvernement avait nommé à la tête des services Aftab Sultan, un de ses proches et ancien directeur de la police dans la province du Pendjab et par ailleurs conseiller important de Shahbaz Sharif, son frère et ministre en chef de la même province,.